# Благодатненська сільська рада (Валківський район)
Благода́тненська сільська́ ра́да — адміністративно-територіальна одиниця та орган місцевого самоврядування в Валківському районі Харківської області. Адміністративний центр — село Благодатне.

## Загальні відомості
- Благодатненська сільська рада утворена в 1918 році.
- Територія ради: 49,22 км²
- Населення ради: 1 515 осіб (станом на 2001 рік)

## Населені пункти
Сільській раді підпорядковані населені пункти:
- с. Благодатне
- с. Крута Балка
- с. Ландишове
- с. Новоселівка
- с. Серпневе

## Склад ради
Рада складається з 16 депутатів та голови.
- Голова ради: Ландишев Андрій Миколайович
- Секретар ради: Минко Галина Миколаївна

### Керівний склад попередніх скликань
| Прізвище, ім'я, по батькові | Основні відомості                                                                     | Дата обрання | Дата звільнення |
| --------------------------- | ------------------------------------------------------------------------------------- | ------------ | --------------- |
| Грунь Віктор Олексійович    | Сільський голова, 1951 року народження, безпартійний                                  | 26.03.2006   | 18.04.2010      |
| Ландишев Андрій Миколайович | Сільський голова, 1974 року народження, освіта середня загальна, член Партії регіонів | 31.10.2010   |                 |

Примітка: таблиця складена за даними сайту Верховної Ради України

### Депутати
За результатами місцевих виборів 2010 року депутатами ради стали:

#### За суб'єктами висування
| Суб'єкт висування               | Кількість обраних депутатів | %    |
| ------------------------------- | --------------------------- | ---- |
| Партія регіонів                 | 12                          | 75   |
| Самовисування                   | 2                           | 12,5 |
| Комуністична партія України     | 1                           | 6,3  |
| Політична партія «Наша Україна» | 1                           | 6,3  |

#### За округами
| № округу                        | Прізвище, ім'я, по батькові     | Дата визнання обраним | Освіта             | Партійна приналежність                        | Відомості про обраного депутата                          |
| ------------------------------- | ------------------------------- | --------------------- | ------------------ | --------------------------------------------- | -------------------------------------------------------- |
| Комуністична партія України     |                                 |                       |                    |                                               |                                                          |
| 15                              | Севернюк Анатолій Петрович      | 02.11.2010            | середня            | член Комуністичної партії України             | тимчасово не працює                                      |
| Партія регіонів                 |                                 |                       |                    |                                               |                                                          |
| 1                               | Коваленко Ірина Григорівна      | 02.11.2010            | середня спеціальна | член Партії регіонів                          | СВК «Дружба», завідувачка                                |
| 2                               | Горда Алла Миколаївна           | 02.11.2010            | вища               | член Партії регіонів                          | пенсіонер                                                |
| 4                               | Коваленко Володимир Миколайович | 02.11.2010            | вища               | член Партії регіонів                          | СВК «Дружба», інженер                                    |
| 5                               | Тарасевич Іван Борисович        | 02.11.2010            | середня            | член Партії регіонів                          | приватний підприємець                                    |
| 6                               | Парчук Ольга Йожифівна          | 02.11.2010            | середня            | член Партії регіонів                          | СВК «Дружба», доярка                                     |
| 7                               | Грицюк Олександр Валерійович    | 02.11.2010            | середня            | член Партії регіонів                          | СКВ «Дружба», водій                                      |
| 8                               | Коробко Людмила Олексіївна      | 02.11.2010            | середня спеціальна | член Партії регіонів                          | Серпневська загальноосвітня школа I-III ст., бібліотекар |
| 11                              | Тарасов Володимир В'ячеславович | 02.11.2010            | вища               | член Партії регіонів                          | Серпневська загальноосвітня школа I-III ст., директор    |
| 12                              | Плюснін Анатолій Олександрович  | 02.11.2010            | вища               | член Партії регіонів                          | СВК «Дружба», головний інженер                           |
| 13                              | Дорош Роза Юріївна              | 02.11.2010            | середня            | член Партії регіонів                          | тимчасово не працює                                      |
| 14                              | Долуда Любов Іванівна           | 02.11.2010            | вища               | член Партії регіонів                          | Валківська ДЛД Ветеринарної медицини, лікар              |
| 16                              | Минко Галина Миколаївна         | 02.11.2010            | вища               | член Партії регіонів                          | Благодатненська сільська рада, секретар                  |
| Політична партія «Наша Україна» |                                 |                       |                    |                                               |                                                          |
| 3                               | Мусаєва Марина Олександрівна    | 02.11.2010            | середня спеціальна | член Політичної партії «Наша Україна»         | Благодатненська МД, мед. Сестра                          |
| Самовисування                   |                                 |                       |                    |                                               |                                                          |
| 9                               | Ручка Зоя Михайлівна            | 02.11.2010            | вища               | член Всеукраїнського об'єднання «Батьківщина» | Серпневська загальноосвітня школа I-III ст., вчитель     |
| 10                              | Минко Аліна Григорівна          | 02.11.2010            | середня спеціальна | позапартійна                                  | тимчасово не працює                                      |